# Oregon Trail Ruts
Die Oregon Trail Ruts sind ein etwa 800 Meter langes Teilstück des Oregon Trails, auf dem Wagen- und Zugtierspuren der nach Westen ziehenden Siedler erhalten geblieben sind.
Die Oregon Trail Ruts befinden sich am Ufer des North Platte River, südlich der Ortschaft Guernsey in Wyoming in den USA. Üblicherweise gelangten die Siedler an diese Stelle, nachdem sie ihr Nachtquartier am Register Cliff, etwa 3,5 Kilometer östlich verlassen hatten und weiter Richtung South Pass zogen, dem ersten Übergang über den Kamm der Rocky Mountains.

## Entstehung

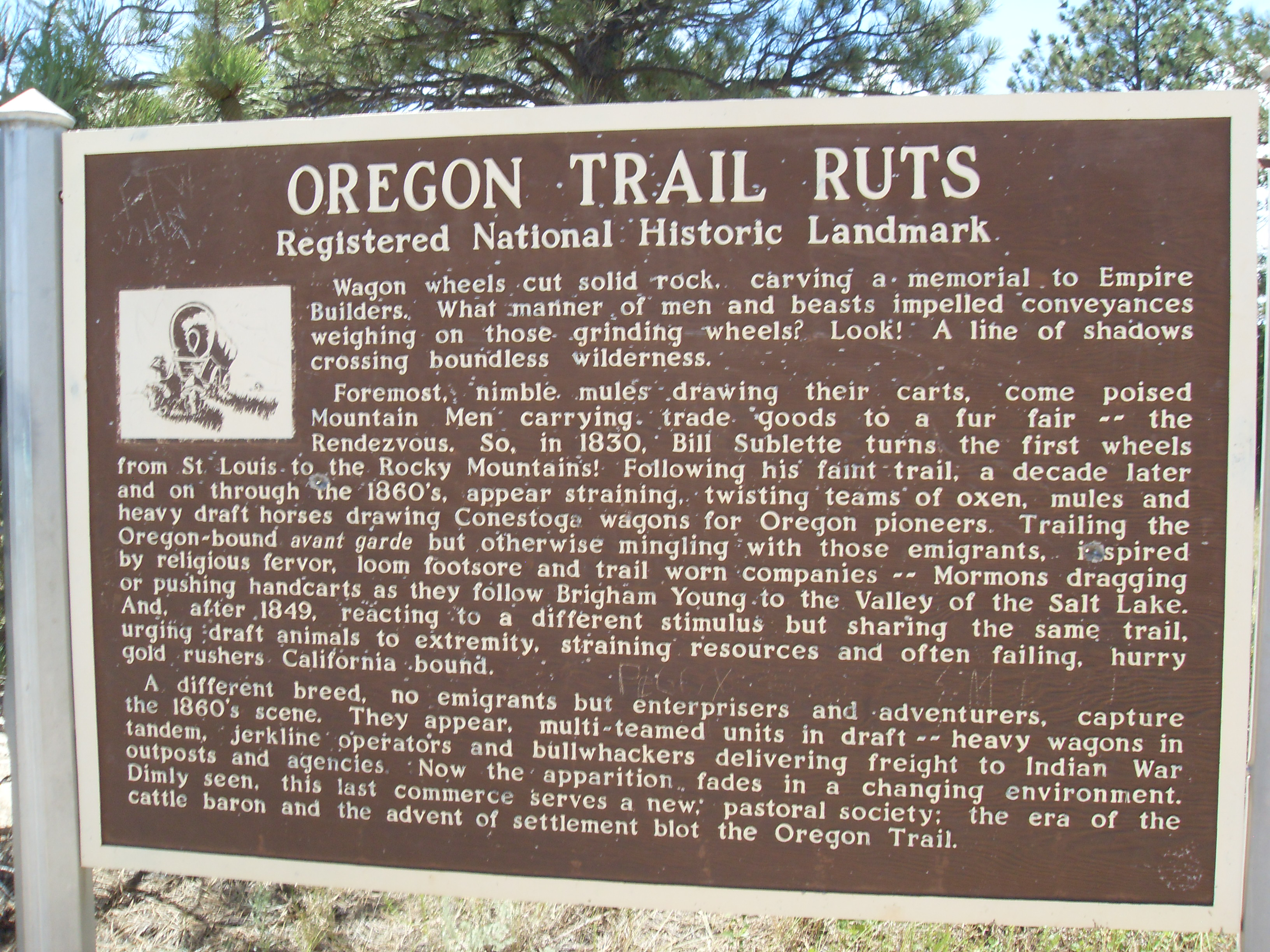
Tafel der Geschichte der Oregon Trail Ruts von der Wyoming Recreation Commission

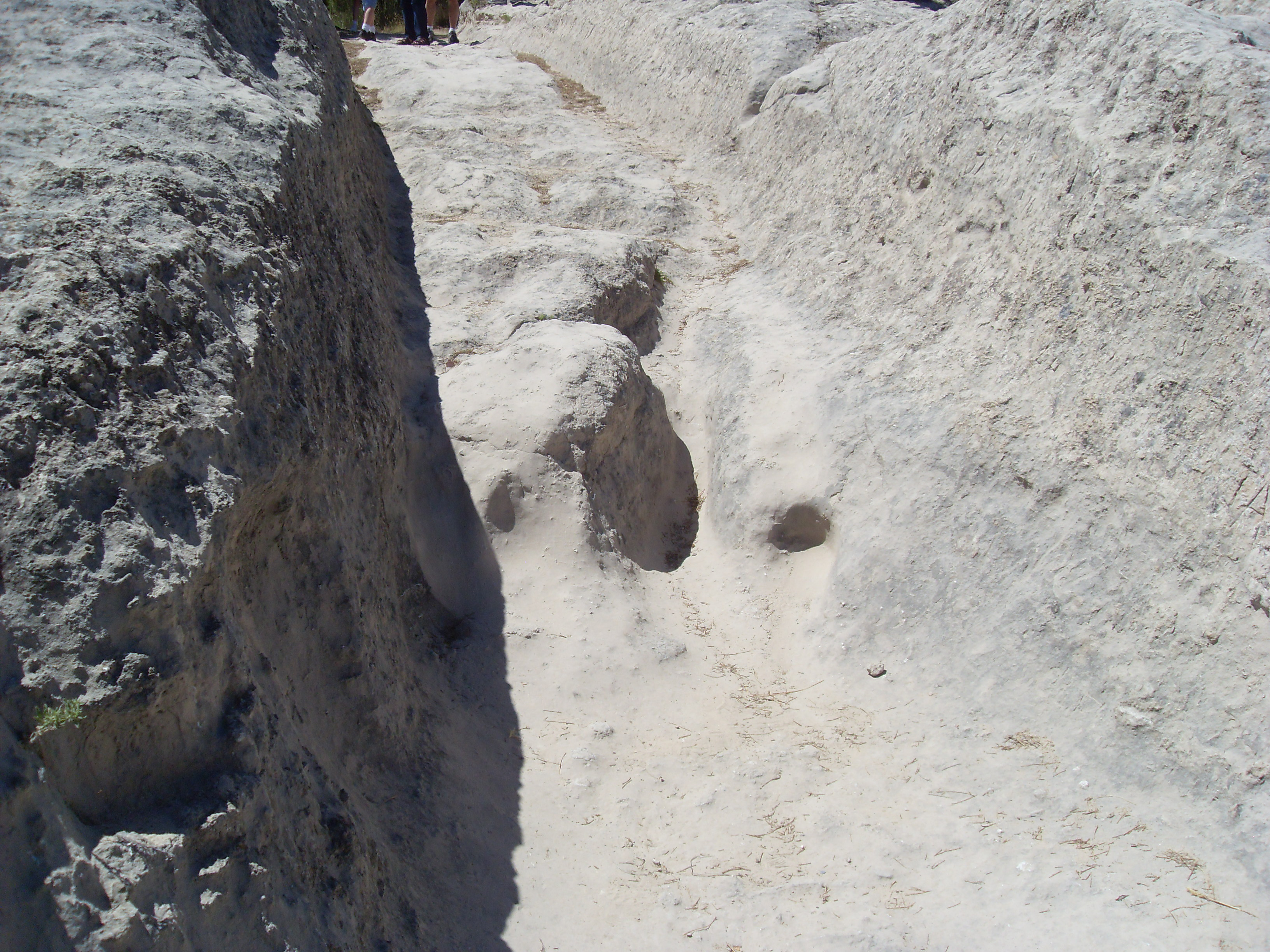
Auch von den Zugtieren sind deutliche Spuren im Sandstein erhalten

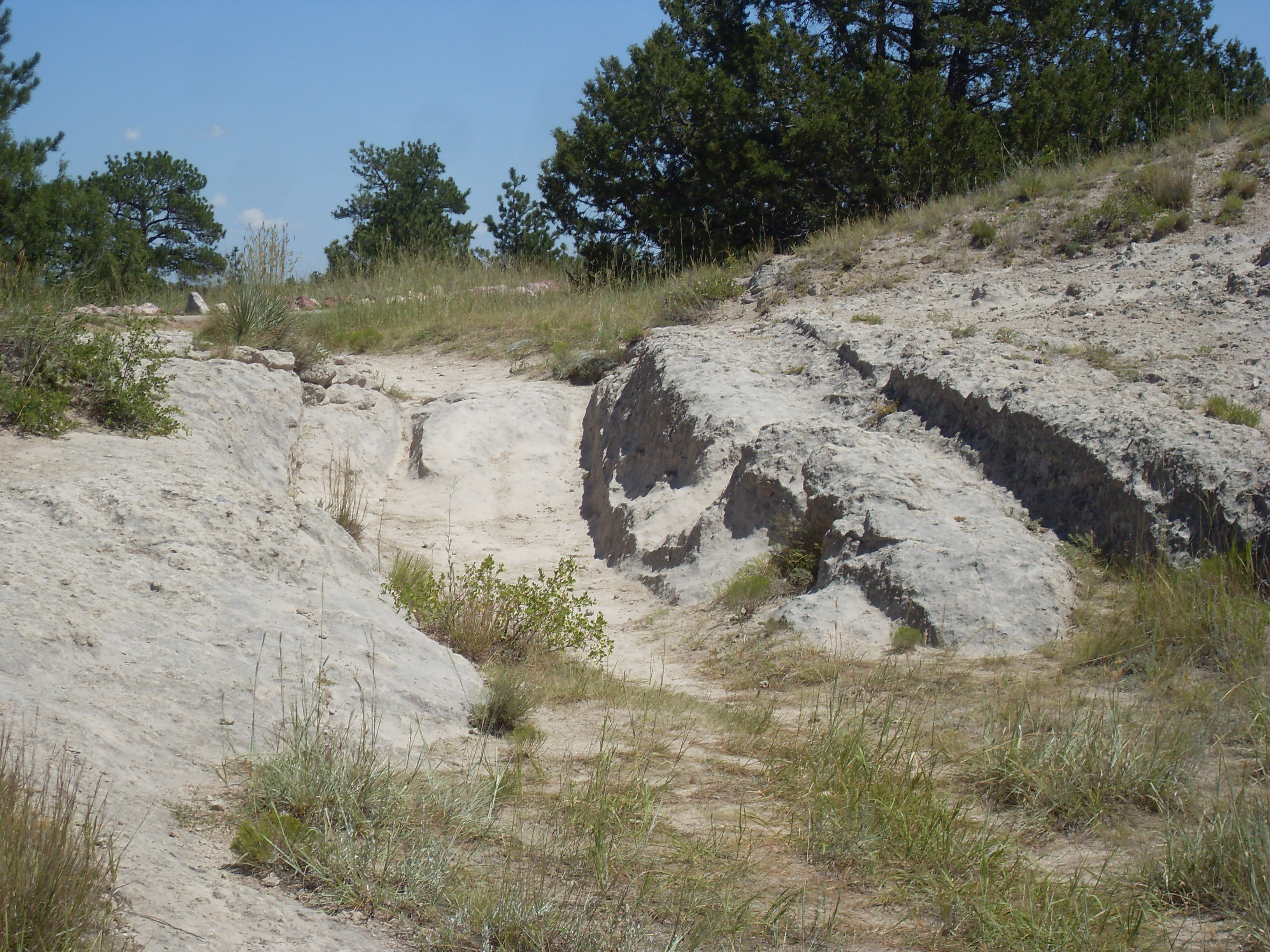
Oregon Trail Ruts, Wagenspuren der nach Westen ziehenden Siedler

An der Stelle der Oregon Trail Ruts führt der Weg über eine erodierte Sandsteinrippe. Wagenräder, Hufe der Zugtiere und die Menschen die hier entlang zogen, hinterließen ihre Spuren in dem etwa zwei bis sechs Meter hohen weichen Gestein, die heute noch zu erkennen sind. Die Spuren sind in den Jahren zwischen 1841 und 1869 entstanden. Der Oregon Trail war an dieser Stelle eine deutlich sichtbare ausgefahrene Straße, der die Siedler relativ einfach folgen konnten. Diese Stelle wurde  im Jahr 1966 zu einem National Historic Landmark erklärt, da hier die am besten erhaltenen Spuren am Oregon Trail erhalten sind.

## Unterhalt
Der Ort wird als State Historic Site im Guernsey State Park verwaltet. Er erhielt unabhängig vom Park im Mai 1966 den Status eines National Historic Landmarks zuerkannt und wurde im Oktober gleichen Jahres als Stätte im National Register of Historic Places eingetragen. Im Jahr 1975 wurden von der Wyoming Recreation Commission Schilder, Bänke und ein Parkplatz in der Nähe angelegt. Der Ort ist unbeaufsichtigt und die Anzahl der Besucher ist relativ gering, so dass die Spuren weiterhin gut erhalten sind. Zutritt zu den Oregon Trail Ruts ist kostenlos.